# Arktika 2007
Arktika 2007 (en ruso: Российская полярная экспедиция "Арктика-2007") fue una expedición realizada en el año 2007 en la que Rusia realizó el primer descenso con tripulación al fondo del océano en el Polo norte, como parte de una investigación relacionada con la reivindicación territorial rusa de 2001, una de las muchas reivindicaciones territoriales en el Ártico, posible, en parte, debido a la contracción del Ártico. Además de dejar caer un tubo de titanio que contenía la bandera rusa, los sumergibles recolectaron especímenes de la flora y fauna del Ártico y aparentemente grabaron videos de las inmersiones. Se estableció la estación de hielo a la deriva tripulada "North Pole-35" (abreviado como "NP-35").

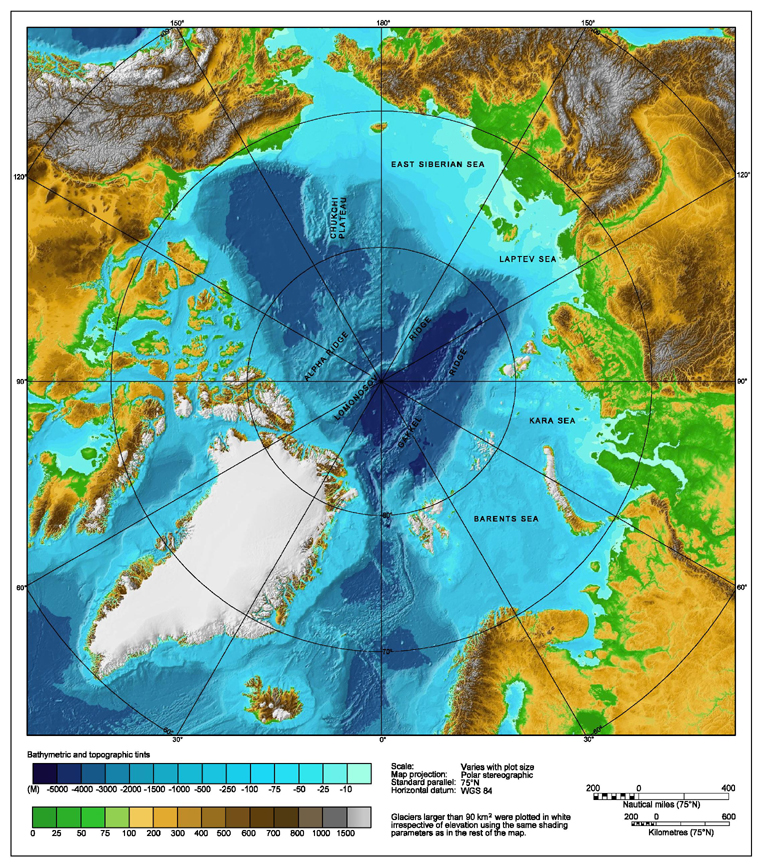
Topografía ártica

El 10 de enero de 2008, tres de los miembros de la expedición que realizaron el descenso al fondo del océano en el Polo Norte, Anatoly Sagalevich, Yevgeny Chernyaev y Artur Chilingárov recibieron el título de Héroe de la Federación Rusa "por el coraje y el heroísmo demostrado en condiciones extremas y la finalización con éxito de la expedición en aguas profundas árticas de alta latitud".

## Programa
La expedición, parte del programa ruso para el Año Polar Internacional 2007-2008, utilizó el barco de investigación Akademik Fedorov, con sumergibles MIR a bordo y el rompehielos nuclear Rossiya (Rusia) que la condujo a través del hielo ártico. Los barcos tenían dos helicópteros Mi-8 y dispositivos de sondeo geológico, y aviones Il-18 con dispositivos gravimétricos. Su objetivo era investigar la estructura y evolución de la corteza terrestre en las regiones árticas vecinas a Eurasia, como las regiones de Dorsal de Mendeléyev, Dorsal de Alfa y Dorsal de Lomonósov, para descubrir si están vinculadas con la plataforma siberiana.

## Expedición
El barco base Akademik Fedorov partió de San Petersburgo el 10 de julio de 2007 para la expedición. Frente a Baltisk, fueron llevados a bordo los dos vehículos de inmersión profunda MIR fabricados por la empresa finlandesa Rauma Oceanics de Akadémik Mstislav Kéldysh. El 22 de julio el barco llegó a Múrmansk y navegó hacia el Polo Norte tres días después, detrás del rompehielos nuclear Rusia. Después de cinco horas, el Akademik Fedorov comenzó a flotar en el mar de Barents porque falló un motor eléctrico que controlaba su hélice. Rusia, 20 horas por delante en ese momento, se volvió para ayudar. Nueve horas después, la tripulación del Akademik Fedorov reparó el motor y el barco continuó su viaje, permaneciendo cerca de Rusia. El 27 de julio, el rompehielos llevó a un grupo de biólogos marinos a la isla Kheysa, el sitio del observatorio ruso Krenkel para realizar investigaciones para el Año Polar Internacional.

### Primera etapa: expedición ártica en aguas profundas de latitudes altas

#### Prueba de descenso

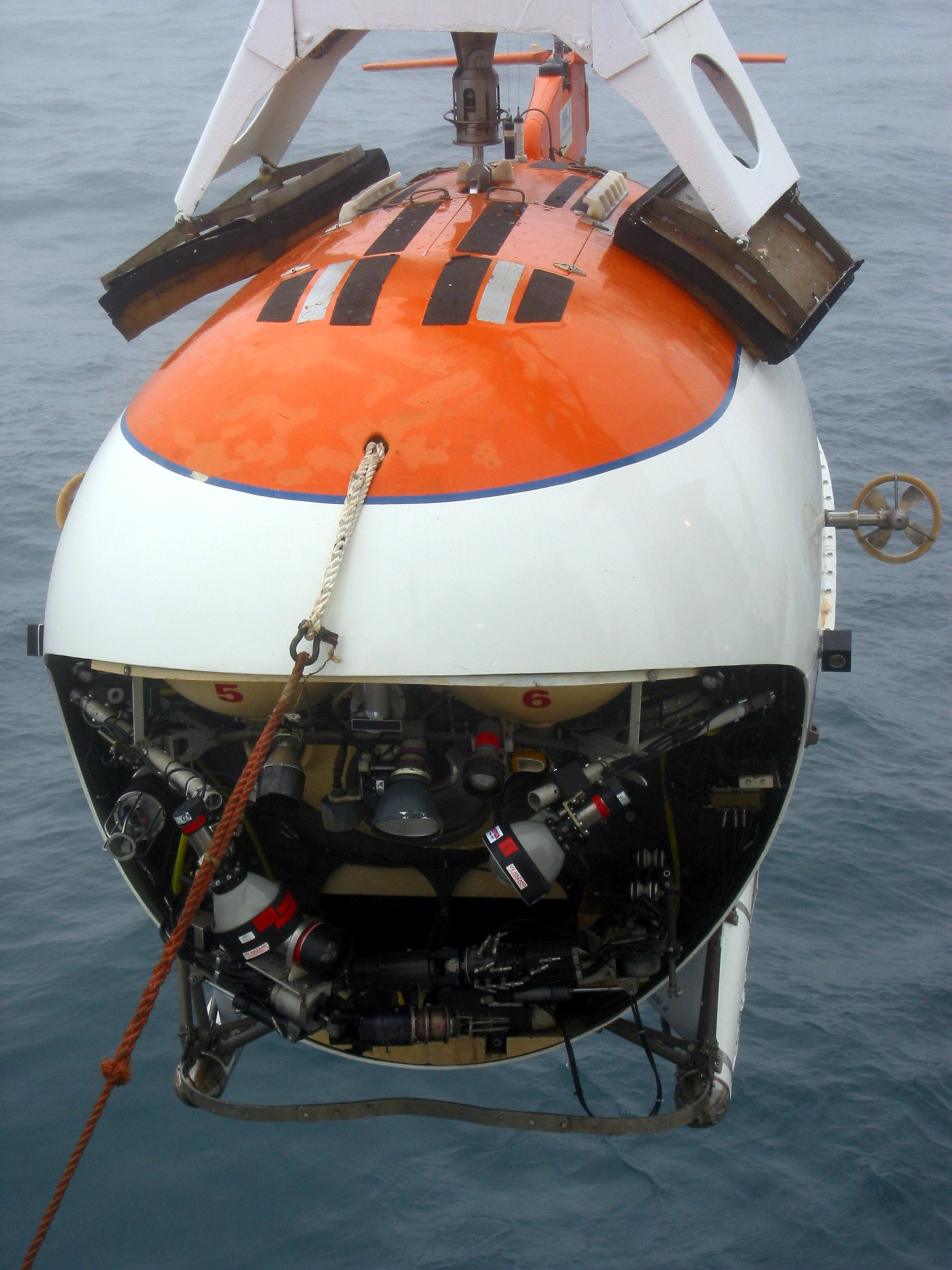
Sumergible MIR.

El 29 de julio, el Akademik Fedorov se acercó a un gran agujero de hielo, rodeado de hielo espeso a 82°29′N 64°28′E / 82.483, 64.467, 76 km al norte de la Tierra de Francisco José. Allí, los sumergibles, cada uno con una persona a bordo, realizaron inmersiones de prueba. Anatoly Sagalevich sumergió el MIR-1 a las 9:36 hora de Moscú y Yevgeny Chernyaev lo siguió a los mandos del MIR-2 a las 10:00. A las 10:32 MIR-1 alcanzó el lecho marino a una profundidad de 1.311 metros, y a las 11:10 MIR-2 también estaba en el fondo del océano. Ambos salieron a la superficie a las 14:20.

### Descenso en el Polo Norte
Los descensos se llevaron a cabo el 2 de agosto de 2007 en ambos vehículos de inmersión profunda MIR. La tripulación del MIR-1 estaba formada por el piloto Anatoly Sagalevich (investigador del Instituto de Oceanología), el explorador polar ruso Artur Chilingárova y el empresario Vladimir Gruzdev. La tripulación del MIR-2 estaba compuesta por el piloto Yevgeny Chernyaev de Rusia, el aventurero australiano Mike McDowell y el sueco Frederik Paulsen Jr., jefe de Ferring Pharmaceuticals).
El MIR-1 comenzó su inmersión a las 9:28 hora de Moscú y a las 12:08 alcanzó el lecho marino a 4261 metros por debajo del Polo norte. MIR-2 inició su inmersión a las 9:47 y a las 12:35 alcanzó el fondo marino a 4302 metros de profundidad. A las 12:35, los batiscafos estaban separados por 500 metros y MIR-1 se movió cerca de MIR-2. A las 13:46 ambos sumergibles comenzaron a ascender, con el MIR-1 emergiendo a las 18:08 y el MIR-2 a las 19:15.
En el lecho marino, 4261 metros por debajo del hielo polar, MIR-1 plantó una bandera rusa de titanio de 1 metro de altura, fabricada en la 'oficina de diseño' "Fakel" de Kaliningrado. Dejó una cápsula del tiempo, que contiene un mensaje para las generaciones futuras y una bandera del partido pro-presidente Vladímir Putin Rusia Unida. Durante la misión se tomaron muestras de suelo y agua del lecho marino.
Según las mediciones del USS Nautilus, la profundidad del mar en el Polo Norte en 1958 era de solo 4087 metros.

#### Controversia sobre las imágenes de televisión
La emisora estatal rusa Rossiya había mejorado las imágenes de la expedición Arktika con secuencias tomadas por sumergibles MIR para la película Titanic de 1997, como una ilustración de los submarinos en acción, en los que los batiscafos construidos por Finlandia habían explorado el transatlántico naufragado en el fondo del océano Atlántico. Las mismas imágenes fueron retransmitidas por Reuters, que las confundió con imágenes reales de parte de la expedición.
Más tarde se reconoció que los sumergibles utilizados en el viaje al fondo del mar aparecían en las secuencias de la película TITANIC del director James Cameron. La agencia internacional de noticias Reuters admitió el 10 de agosto que había subtitulado erróneamente un video que tomó de la Televisión Rossiya de Rusia y que había difundido en todo el mundo, informó Guardian de Londres. La agencia, informó el diario, había admitido: había “identificado erróneamente este metraje de archivo como originario del Ártico, y no del Atlántico Norte, donde se filmó el metraje. Este metraje fue tomado durante la búsqueda del Titanic y los derechos de autor pertenecen a Rossiya".

#### Final de la primera etapa
En su camino de regreso a la Tierra de Francisco José para recolectar biólogos marinos, el Akademik Fedorov el 4 de agosto se encontró con la expedición francesa Tara. El helicóptero MI-8 del barco aterrizó cerca del yate, que había estado a la deriva durante once meses, informó Vesti de Rossiya. La expedición rusa, dirigida por Artur Chilingárov, suministró alimentos a la expedición de Tara. La goleta de Tara, Agnès B, había partido un año antes para navegar a la deriva con el hielo del Ártico durante dos años, midiendo el retroceso de la capa de hielo polar, su registro. muestra. Los rusos habían pedido 'visitar ... a su regreso del Polo, aceptamos su solicitud', dice el registro' 'Un grupo de una docena de funcionarios y periodistas 'trajeron' obsequios de frutas y verduras frescas y un pocas botellas de vino ... encontramos la reunión algo surrealista '. La expedición francesa tenía 9 toneladas de alimentos y estaba cultivando los suyos: "... ensalada... es lo que más hemos cultivado... [hasta la fecha]. El maíz crece muy bien', incluso en esas latitudes [pero]'... pero parece un poco prematuro considerarlo  un alimento basado en el Ártico autosuficiente', dijo Bruno Vienne de Agnès B a los asesores de hidroponía Les Jardins Suspendus.
La primera etapa de la expedición Arktika 2007 terminó el 7 de agosto de 2007, cuando ambos sumergibles MIR fueron trasladados desde el Akademik Fedorov a bordo del Akadémik Mstislav Kéldysh, reunido en la bahía de Nagurskaya, que se encuentra en el canal de Cambridge de la Tierra de Francisco José.